# Juan Carreño
Juan Carreño Sandoval (14 agosto 1909 – 16 dicembre 1940) è stato un calciatore messicano, di ruolo attaccante.

## Carriera
In carriera, Carreño giocò per la squadra messicana dell'Atlante.
Con la nazionale messicana, Carreño disputò l'Olimpiade 1928 e il Campionato mondiale di calcio 1930. Per il Messico, disputò anche le qualificazioni al campionato mondiale di calcio 1934.
Morì nel 1940, a soli 31 anni, per una crisi di appendicite.